# Liste des équipes du Championnat du monde de hockey sur glace 2017
Cette page contient la liste de toutes les équipes et leurs joueurs participant au Championnat du monde de hockey sur glace 2017 en Allemagne et en France.
Chaque équipe est constituée au minimum de 15 joueurs et 2 gardiens et, au maximum, de 22 joueurs et 3 gardiens.
Les 16 nations qui participent, par le biais de leurs associations nationales respectives, doivent soumettre une "liste longue" au plus tard deux semaines avant le début du tournoi et une "liste finale" au début du tournoi.

## Allemagne
Une liste de 26 joueurs est annoncée le 17 avril 2017 puis est modifiée plusieurs fois, même après le début de la compétition.
Entraîneur-chef : Marco Sturm
| No    | Nom                   | Position  | Club                        |
| ----- | --------------------- | --------- | --------------------------- |
| +001, | Thomas Greiss         | Gardien   | Islanders de New York       |
| +030, | Philipp Grubauer      | Gardien   | Capitals de Washington      |
| +033, | Danny aus den Birken  | Gardien   | EHC Munich                  |
| +002, | Denis Reul            | Défenseur | Adler Mannheim              |
| +003, | Justin Krueger        | Défenseur | CP Berne                    |
| +010, | Christian Ehrhoff     | Défenseur | Kölner Haie                 |
| +016, | Konrad Abeltshauser   | Défenseur | EHC Munich                  |
| +024, | Dennis Seidenberg - C | Défenseur | Islanders de New York       |
| +048, | Frank Hördler         | Défenseur | Eisbären Berlin             |
| +091, | Moritz Müller - A     | Défenseur | Kölner Haie                 |
| +008, | Tobias Rieder         | Attaquant | Coyotes de l'Arizona        |
| +012, | Brooks Macek          | Attaquant | EHC Munich                  |
| +017, | Marcus Kink - A       | Attaquant | Adler Mannheim              |
| +022, | Matthias Plachta      | Attaquant | Adler Mannheim              |
| +029, | Leon Draisaitl        | Attaquant | Oilers d'Edmonton           |
| +036, | Yannic Seidenberg     | Attaquant | EHC Munich                  |
| +037, | Patrick Reimer        | Attaquant | Thomas Sabo Ice Tigers      |
| +042, | Yasin Ehliz           | Attaquant | Ice Tigers de Nuremberg     |
| +043, | Gerrit Fauser         | Attaquant | Grizzlys Wolfsbourg         |
| +050, | Patrick Hager         | Attaquant | Kölner Haie                 |
| +055, | Felix Schütz          | Attaquant | Rögle BK                    |
| +072, | Dominik Kahun         | Attaquant | EHC Munich                  |
| +087, | Philip Gogulla        | Attaquant | Kölner Haie                 |
| +089, | David Wolf            | Attaquant | Adler Mannheim              |
| +095, | Frederik Tiffels      | Attaquant | Broncos de Western Michigan |

## Biélorussie
Une liste de 30 joueurs a été annoncée le 27 mars 2017. Elle a été ramenée à 26 le 14 avril 2017.
Entraîneur chef : Dave Lewis
| No    | Nom                       | Position  | Club                    |
| ----- | ------------------------- | --------- | ----------------------- |
| +035, | Kevin Lalande             | Gardien   | HK Dinamo Minsk         |
| +069, | Mikhaïl Karnaukhov        | Gardien   | HK Dinamo Minsk         |
| +079, | Vitali Trous              | Gardien   | HK Nioman Hrodna        |
| +007, | Ouladzimir Dzianissaw - A | Défenseur | Traktor Tcheliabinsk    |
| +008, | Illia Chynkevitch         | Défenseur | HK Dinamo Minsk         |
| +014, | Iawhen Lissavets          | Défenseur | HK Dinamo Minsk         |
| +018, | Kristian Khenkel          | Défenseur | HK Dinamo Minsk         |
| +025, | Oleg Yevenko              | Défenseur | Monsters de Cleveland   |
| +055, | Pavel Vorobeï             | Défenseur | HC Dinamo Molodechno    |
| +089, | Dzmitry Korabaw           | Défenseur | HK Dinamo Minsk         |
| +092, | Raman Hrabarenka          | Défenseur | HK Dinamo Minsk         |
| +010, | Mikhaïl Stefanovitch      | Attaquant | HK Nioman Hrodna        |
| +011, | Aliaksandr Koulakow       | Attaquant | HK Dinamo Minsk         |
| +013, | Siarheï Drozd             | Attaquant | HK Dinamo Minsk         |
| +015, | Artsiom Dziamko           | Attaquant | HK Chakhtsior Salihorsk |
| +017, | Iahor Charanhovitch       | Attaquant | Dinamo-Raubichi Minsk   |
| +022, | Danila Karaban            | Attaquant | HK Dinamo Minsk         |
| +023, | Andreï Stas - C           | Attaquant | HK Dinamo Minsk         |
| +046, | Andreï Kastsitsyne        | Attaquant | HK Sotchi               |
| +070, | Charles Linglet           | Attaquant | Eisbären Berlin         |
| +071, | Aliaksandr Pawlovitch - A | Attaquant | HK Dinamo Minsk         |
| +074, | Siarheï Kastsitsyne       | Attaquant | HK Dinamo Minsk         |
| +085, | Artsiom Volkaw            | Attaquant | HK Dinamo Minsk         |
| +088, | Iawhen Kavyrchyn          | Attaquant | HK Dinamo Minsk         |
| +095, | Aliaksandr Kogalev        | Attaquant | HK Iounost Minsk        |

## Canada

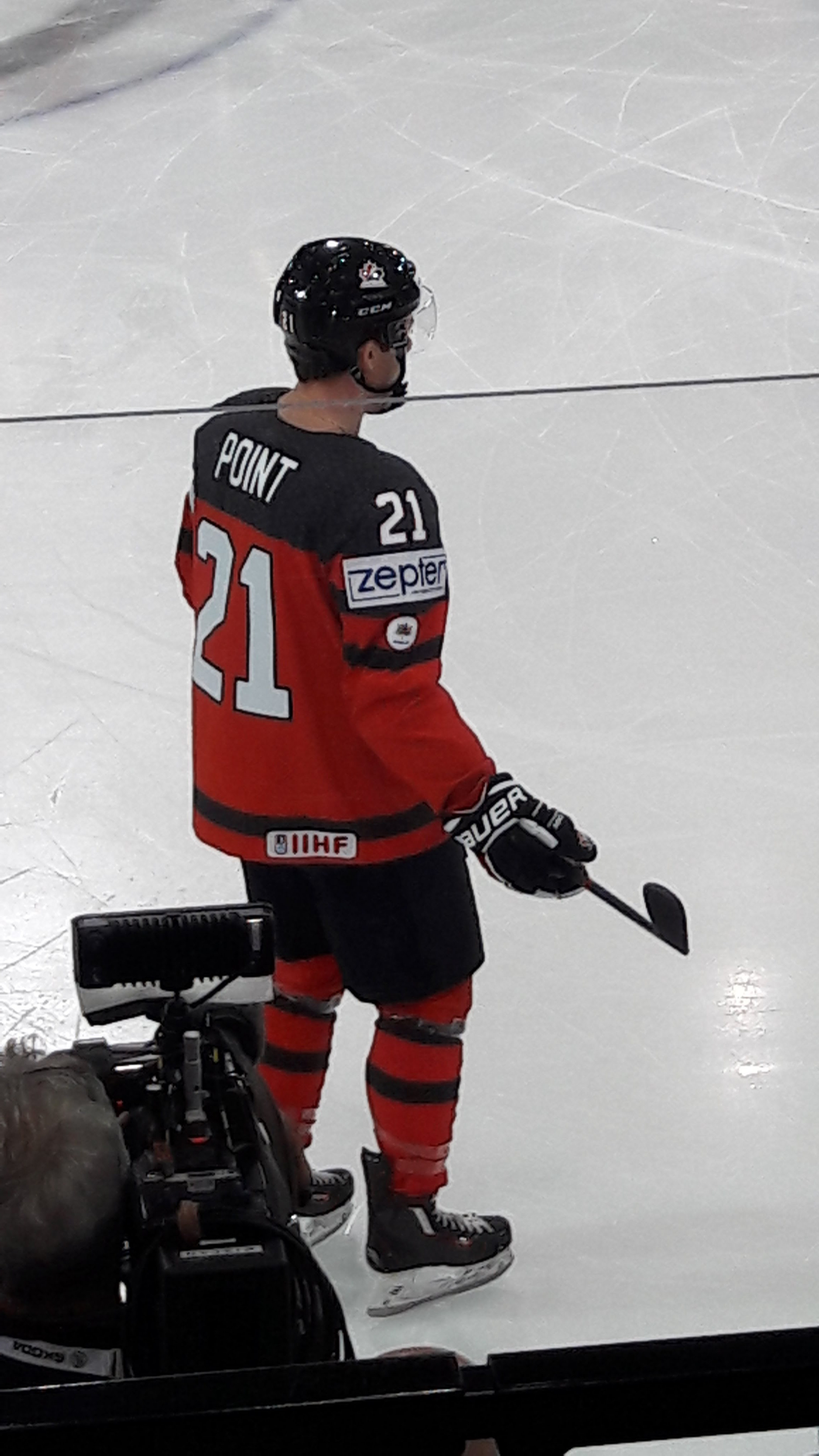
Brayden Point lors du match France / Canada le 11 mai 2017.

Une liste de 18 joueurs est diffusée le 19 avril 2017, puis étendue le 28 avril avec 4 joueurs supplémentaires. Des joueurs rejoignent l'équipe après le début de la compétition.
Entraîneur-chef : Jon Cooper
| No    | Nom                     | Position  | Club                      |
| ----- | ----------------------- | --------- | ------------------------- |
| +030, | Chad Johnson            | Gardien   | Flames de Calgary         |
| +031, | Calvin Pickard          | Gardien   | Avalanche du Colorado     |
| +004, | Tyson Barrie            | Défenseur | Avalanche du Colorado     |
| +005, | Jason Demers            | Défenseur | Panthers de la Floride    |
| +007, | Joshua Morrissey        | Défenseur | Jets de Winnipeg          |
| +012, | Colton Parayko          | Défenseur | Blues de Saint-Louis      |
| +019, | Mike Matheson           | Défenseur | Panthers de la Floride    |
| +024, | Calvin de Haan          | Défenseur | Islanders de New York     |
| +042, | Chris Lee               | Défenseur | Metallourg Magnitogorsk   |
| +044, | Marc-Édouard Vlasic - A | Défenseur | Sharks de San José        |
| +009, | Matt Duchene - A        | Attaquant | Avalanche du Colorado     |
| +010, | Brayden Schenn          | Attaquant | Flyers de Philadelphie    |
| +011, | Travis Konecny          | Attaquant | Flyers de Philadelphie    |
| +014, | Sean Couturier          | Attaquant | Flyers de Philadelphie    |
| +016, | Mitchell Marner         | Attaquant | Maple Leafs de Toronto    |
| +017, | Wayne Simmonds          | Attaquant | Flyers de Philadelphie    |
| +021, | Brayden Point           | Attaquant | Lightning de Tampa Bay    |
| +028, | Claude Giroux - C       | Attaquant | Flyers de Philadelphie    |
| +029, | Nathan MacKinnon        | Attaquant | Avalanche du Colorado     |
| +053, | Jeff Skinner            | Attaquant | Hurricanes de la Caroline |
| +055, | Mark Scheifele          | Attaquant | Jets de Winnipeg          |
| +071, | Alexander Killorn       | Attaquant | Lightning de Tampa Bay    |
| +090, | Ryan O'Reilly - A       | Attaquant | Sabres de Buffalo         |

## Danemark
Une liste de 24 joueurs est annoncée le 24 mars 2017 puis elle évolue au cours des jours suivants,,. Des joueurs rejoignent l'équipe après le début de la compétition.
Entraîneur-chef : Janne Karlsson
| No    | Nom                | Position  | Club                      |
| ----- | ------------------ | --------- | ------------------------- |
| +031, | Simon Nielsen      | Gardien   | Herning Blue Fox          |
| +032, | Sebastian Dahm     | Gardien   | Graz 99ers                |
| +039, | Georg Sørensen     | Gardien   | Almtuna IS                |
| +002, | Phillip Bruggisser | Défenseur | Esbjerg fB Ishockey       |
| +008, | Nicolai Weichel    | Défenseur | Rungsted Ishockey         |
| +022, | Markus Lauridsen   | Défenseur | Leksands IF               |
| +025, | Oliver Lauridsen   | Défenseur | Jokerit                   |
| +028, | Emil Kristensen    | Défenseur | Linköpings HC             |
| +036, | Matias Lassen      | Défenseur | Mora IK                   |
| +041, | Jesper Jensen      | Défenseur | Jokerit                   |
| +048, | Nichols Jensen     | Défenseur | Rungsted Ishockey         |
| +009, | Frederik Storm     | Attaquant | Malmö Redhawks            |
| +012, | Mads Christensen   | Attaquant | EHC Munich                |
| +013, | Morten Green - C   | Attaquant | Rungsted Ishockey         |
| +019, | Steffen Klarskov   | Attaquant | Rødovre Mighty Bulls      |
| +024, | Nikolaj Ehlers     | Attaquant | Jets de Winnipeg          |
| +029, | Morten Madsen - A  | Attaquant | Karlskrona HK             |
| +033, | Julian Jakobsen    | Attaquant | AaB Ishockey              |
| +038, | Morten Poulsen     | Attaquant | Pelicans Lahti            |
| +042, | Mikkel Aagaard     | Attaquant | Heat de Stockton          |
| +043, | Nichlas Hardt      | Attaquant | Malmö Redhawks            |
| +050, | Mathias Bau Hansen | Attaquant | Frederikshavn White Hawks |
| +060, | Patrick Russell    | Attaquant | Condors de Bakersfield    |
| +072, | Nicolai Meyer      | Attaquant | Tingsryds AIF             |
| +093, | Peter Regin - A    | Attaquant | Jokerit                   |

## États-Unis
Une liste de 15 joueurs est diffusée le 13 avril 2017. Noah Hanifin et Clayton Keller sont ajoutés le lendemain, Jack Eichel le 19 avril, Johnny Gaudreau le 21, Charlie McAvoy et Trevor van Riemsdyk le 26. D'autres joueurs rejoignent l'équipe en cours de compétition.
Entraîneur-chef : Jeff Blashill
| No    | Nom                 | Position  | Club                         |
| ----- | ------------------- | --------- | ---------------------------- |
| +035, | Jimmy Howard        | Gardien   | Red Wings de Détroit         |
| +037, | Connor Hellebuyck   | Gardien   | Jets de Winnipeg             |
| +040, | Cal Petersen        | Gardien   | Fighting Irish de Notre Dame |
| +005, | Connor Murphy - C   | Défenseur | Coyotes de l'Arizona         |
| +006, | Daniel Brickley     | Défenseur | Mavericks de Minnesota State |
| +008, | Jacob Trouba        | Défenseur | Jets de Winnipeg             |
| +025, | Charlie McAvoy      | Défenseur | Bruins de Boston             |
| +055, | Noah Hanifin        | Défenseur | Hurricanes de la Caroline    |
| +057, | Trevor van Riemsdyk | Défenseur | Blackhawks de Chicago        |
| +065, | Danny DeKeyser      | Défenseur | Red Wings de Détroit         |
| +007, | J.T. Compher        | Attaquant | Avalanche du Colorado        |
| +009, | Andrew Copp         | Attaquant | Jets de Winnipeg             |
| +010, | Anders Bjork        | Attaquant | Fighting Irish de Notre Dame |
| +012, | Jordan Greenway     | Attaquant | Terriers de Boston           |
| +013, | Johnny Gaudreau     | Attaquant | Flames de Calgary            |
| +014, | Nick Bjugstad       | Attaquant | Panthers de la Floride       |
| +015, | Jack Eichel         | Attaquant | Sabres de Buffalo            |
| +017, | Nick Schmaltz       | Attaquant | Blackhawks de Chicago        |
| +018, | Christian Dvorak    | Attaquant | Coyotes de l'Arizona         |
| +019, | Clayton Keller      | Attaquant | Coyotes de l'Arizona         |
| +021, | Dylan Larkin - A    | Attaquant | Red Wings de Détroit         |
| +026, | Kevin Hayes         | Attaquant | Rangers de New York          |
| +027, | Anders Lee          | Attaquant | Islanders de New York        |
| +029, | Brock Nelson - A    | Attaquant | Islanders de New York        |
| +076, | Brady Skjei         | Défenseur | Rangers de New York          |

## Finlande
Une liste de 26 joueurs est divulguée le 9 avril 2017, puis réactualisée le 23 avril avec 27 joueurs. La liste définitive est communiquée le 1er mai. D'autres joueurs viennent renforcer l'équipe après le début du tournoi.
Entraîneur-chef : Lauri Marjamäki
| No    | Nom                   | Position  | Club                      |
| ----- | --------------------- | --------- | ------------------------- |
| +029, | Harri Säteri          | Gardien   | HK Vitiaz                 |
| +031, | Joni Ortio            | Gardien   | Skellefteå AIK            |
| +070, | Joonas Korpisalo      | Gardien   | Blue Jackets de Columbus  |
| +004, | Mikko Lehtonen        | Défenseur | HV 71                     |
| +005, | Lasse Kukkonen - C    | Défenseur | Kärpät Oulu               |
| +006, | Topi Jaakola - A      | Défenseur | Jokerit                   |
| +036, | Joonas Järvinen       | Défenseur | HC Red Star Kunlun        |
| +038, | Juuso Hietanen        | Défenseur | HK Dinamo Moscou          |
| +047, | Ville Lajunen         | Défenseur | Jokerit                   |
| +055, | Atte Ohtamaa          | Défenseur | Ak Bars Kazan             |
| +060, | Julius Honka          | Défenseur | Stars de Dallas           |
| +015, | Miro Aaltonen         | Attaquant | HK Vitiaz                 |
| +019, | Veli-Matti Savinainen | Attaquant | Tappara                   |
| +020, | Sebastian Aho         | Attaquant | Hurricanes de la Caroline |
| +023, | Joonas Kemppainen     | Attaquant | Sibir Novossibirsk        |
| +024, | Jani Lajunen          | Attaquant | Tappara                   |
| +033, | Markus Hännikäinen    | Attaquant | Blue Jackets de Columbus  |
| +037, | Mika Pyörälä          | Attaquant | Kärpät Oulu               |
| +039, | Jesse Puljujärvi      | Attaquant | Oilers d'Edmonton         |
| +040, | Tomi Sallinen         | Attaquant | HC Red Star Kunlun        |
| +041, | Antti Pihlström       | Attaquant | Jokerit                   |
| +050, | Juhamatti Aaltonen    | Attaquant | HIFK                      |
| +051, | Valtteri Filppula - A | Attaquant | Flyers de Philadelphie    |
| +062, | Oskar Osala           | Attaquant | Metallourg Magnitogorsk   |
| +096, | Mikko Rantanen        | Attaquant | Avalanche du Colorado     |

## France
Une liste de 23 joueurs est annoncée le 5 avril 2017. Une seconde liste de 25 joueurs est diffusée le 24 avril . La liste définitive est elle annoncée le 2 mai 2017, elle est composée de 25 joueurs,.
Entraîneur-chef : Dave Henderson
| No    | Nom                          | Position  | Club                      |
| ----- | ---------------------------- | --------- | ------------------------- |
| +033, | Ronan Quemener               | Gardien   | AaB Ishockey              |
| +039, | Cristobal Huet               | Gardien   | Lausanne HC               |
| +049, | Florian Hardy                | Gardien   | Dornbirner EC             |
| +003, | Jonathan Janil               | Défenseur | Boxers de Bordeaux        |
| +004, | Antonin Manavian             | Défenseur | Alba Volán Székesfehérvár |
| +018, | Yohann Auvitu                | Défenseur | Devils d'Albany           |
| +028, | Damien Raux                  | Défenseur | Dragons de Rouen          |
| +044, | Olivier Dame-Malka           | Défenseur | Dragons de Rouen          |
| +062, | Florian Chakiachvili         | Défenseur | Dragons de Rouen          |
| +074, | Nicolas Besch                | Défenseur | Boxers de Bordeaux        |
| +084, | Kevin Hecquefeuille - A      | Défenseur | HC La Chaux-de-Fonds      |
| +009, | Damien Fleury                | Attaquant | HC Red Star Kunlun        |
| +010, | Laurent Meunier - C          | Attaquant | HC La Chaux-de-Fonds      |
| +012, | Valentin Claireaux           | Attaquant | Lukko                     |
| +014, | Stéphane Da Costa            | Attaquant | HK CSKA Moscou            |
| +021, | Antoine Roussel              | Attaquant | Stars de Dallas           |
| +023, | Maurin Bouvet                | Attaquant | Rapaces de Gap            |
| +025, | Nicolas Ritz                 | Attaquant | Herning Blue Fox          |
| +027, | Loïc Lampérier               | Attaquant | Dragons de Rouen          |
| +029, | Floran Douay                 | Attaquant | Genève-Servette HC        |
| +041, | Pierre-Édouard Bellemare - A | Attaquant | Flyers de Philadelphie    |
| +072, | Jordann Perret               | Attaquant | Dragons de Rouen          |
| +077, | Sacha Treille                | Attaquant | Dragons de Rouen          |
| +080, | Teddy Da Costa               | Attaquant | Orli Znojmo               |
| +081, | Anthony Rech                 | Attaquant | Rapaces de Gap            |

## Italie
Une liste de 25 joueurs est annoncée le 6 avril 2017. Le 24 avril, une nouvelle liste de 27 joueurs est diffusée. La liste définitive est divulguée le 30 avril,.
Entraîneur-chef : Stefan Mair
| No    | Nom                 | Position  | Club                      |
| ----- | ------------------- | --------- | ------------------------- |
| +001, | Andreas Bernard     | Gardien   | Ässät                     |
| +029, | Frédéric Cloutier   | Gardien   | Asiago Hockey 1935        |
| +035, | Gianluca Vallini    | Gardien   | HC Gherdeina              |
| +009, | Armin Hofer         | Défenseur | HC Pustertal-Val Pusteria |
| +015, | Enrico Miglioranzi  | Défenseur | Asiago Hockey 1935        |
| +017, | Alexander Egger     | Défenseur | HC Bolzano                |
| +025, | Stefano Marchetti   | Défenseur | Asiago Hockey 1935        |
| +026, | Armin Helfer - A    | Défenseur | HC Pustertal-Val Pusteria |
| +027, | Thomas Larkin       | Défenseur | KHL Medveščak             |
| +028, | Daniel Glira        | Défenseur | HC Bolzano                |
| +055, | Luca Zanatta        | Défenseur | HC Martigny Red Ice       |
| +008, | Marco Insam         | Attaquant | HC Bolzano                |
| +010, | Giulio Scandella    | Attaquant | Asiago Hockey 1935        |
| +016, | Giovanni Morini     | Attaquant | HC Lugano                 |
| +018, | Anton Bernard - C   | Attaquant | HC Bolzano                |
| +019, | Raphael Andergassen | Attaquant | HC Pustertal-Val Pusteria |
| +021, | Luca Frigo          | Attaquant | HC Bolzano                |
| +022, | Diego Kostner - A   | Attaquant | HC Ambrì-Piotta           |
| +023, | Simon Kostner       | Attaquant | Ritten Sport              |
| +057, | Markus Gander       | Attaquant | HC Bolzano                |
| +058, | Tommaso Goi         | Attaquant | HCB Ticino Rockets        |
| +063, | Alex Lambacher      | Attaquant | Huskies de Cassel         |
| +068, | Michele Marchetti   | Attaquant | HC Bolzano                |
| +071, | Daniel Frank        | Attaquant | HC Bolzano                |
| +090, | Tommaso Traversa    | Attaquant | Ritten Sport              |

## Lettonie
Une liste de 22 joueurs est diffusée le 15 avril 2017, modifiée une semaine plus tard, puis étendue à 28 joueurs le 27 avril. La liste définitive est communiquée le 2 mai,.
Entraîneur-chef : Bob Hartley
| No    | Nom                   | Position  | Club                                  |
| ----- | --------------------- | --------- | ------------------------------------- |
| +030, | Elvis Merzļikins      | Gardien   | HC Lugano                             |
| +074, | Ivars Punnenovs       | Gardien   | SC Langnau Tigers                     |
| +098, | Jānis Kalniņš         | Gardien   | Dinamo Riga                           |
| +004, | Kristofers Bindulis   | Défenseur | Lakers de Lake Superior State         |
| +011, | Kristaps Sotnieks     | Défenseur | Lada Togliatti                        |
| +026, | Uvis Jānis Balinskis  | Défenseur | Dinamo Riga                           |
| +027, | Oskars Cibuļskis      | Défenseur | Dinamo Riga                           |
| +029, | Ralfs Freibergs       | Défenseur | Dinamo Riga                           |
| +032, | Artūrs Kulda - A      | Défenseur | Jokerit                               |
| +058, | Guntis Galviņš        | Défenseur | Dinamo Riga                           |
| +072, | Jānis Jaks            | Défenseur | American International Yellow Jackets |
| +005, | Jānis Sprukts - A     | Attaquant | Ritten Sport                          |
| +013, | Gunārs Skvorcovs      | Attaquant | Dinamo Riga                           |
| +014, | Rihards Bukarts       | Attaquant | Monarchs de Manchester                |
| +016, | Kaspars Daugaviņš - C | Attaquant | Torpedo Nijni Novgorod                |
| +023, | Teodors Blugers       | Attaquant | Penguins de Wilkes-Barre/Scranton     |
| +025, | Andris Džeriņš        | Attaquant | Mountfield HK                         |
| +028, | Zemgus Girgensons     | Attaquant | Sabres de Buffalo                     |
| +041, | Frenks Razgals        | Attaquant | HK Riga                               |
| +070, | Miks Indrašis         | Attaquant | Dinamo Riga                           |
| +071, | Roberts Bukarts       | Attaquant | HC Zlín                               |
| +079, | Vitalijs Pavlovs      | Attaquant | Dinamo Riga                           |
| +087, | Gints Meija           | Attaquant | Dinamo Riga                           |
| +091, | Ronalds Ķēniņš        | Attaquant | ZSC Lions                             |
| +096, | Māris Bičevskis       | Attaquant | Dinamo Riga                           |

## Norvège
Une liste de 26 joueurs est annoncée le 14 avril 2017, laquelle est réduite à 24 joueurs le 27 avril. La liste définitive comporte 22 joueurs et 3 gardiens de buts,.
Entraîneur-chef : Petter Thoresen
| No    | Nom                    | Position  | Club                    |
| ----- | ---------------------- | --------- | ----------------------- |
| +030, | Lars Haugen            | Gardien   | Färjestad BK            |
| +033, | Henrik Haukeland       | Gardien   | Leksands IF             |
| +070, | Steffen Søberg         | Gardien   | Vålerenga ishockey      |
| +004, | Johannes Johannessen   | Défenseur | Frölunda HC             |
| +005, | Erlend Lesund          | Défenseur | Mora IK                 |
| +006, | Jonas Holøs - C        | Défenseur | Färjestad BK            |
| +010, | Mattias Nørstebø       | Défenseur | Frölunda HC             |
| +014, | Dennis Sveum           | Défenseur | Stavanger ishockeyklubb |
| +042, | Henrik Ødegaard        | Défenseur | Frisk Tigers            |
| +047, | Alexander Bonsaksen    | Défenseur | Tappara                 |
| +090, | Daniel Sørvik          | Défenseur | HC Litvínov             |
| +008, | Mathias Trettenes      | Attaquant | Almtuna IS              |
| +013, | Sondre Olden           | Attaquant | Leksands IF             |
| +020, | Anders Bastiansen      | Attaquant | Frisk Tigers            |
| +022, | Martin Røymark         | Attaquant | Tappara                 |
| +024, | Andreas Martinsen      | Attaquant | Canadiens de Montréal   |
| +026, | Kristian Forsberg      | Attaquant | Stavanger ishockeyklubb |
| +028, | Niklas Roest           | Attaquant | Sparta Warriors         |
| +040, | Ken André Olimb        | Attaquant | Linköpings HC           |
| +041, | Patrick Thoresen - A   | Attaquant | ZSC Lions               |
| +046, | Mathis Olimb - A       | Attaquant | Linköpings HC           |
| +051, | Mats Rosseli Olsen     | Attaquant | Frölunda HC             |
| +061, | Aleksander Reichenberg | Attaquant | Storhamar Dragons       |
| +082, | Jørgen Karterud        | Attaquant | Linkopings HC           |
| +093, | Thomas Valkvæ Olsen    | Attaquant | BIK Karlskoga           |

## République tchèque
Une liste de 31 joueurs est annoncée le 14 avril 2017, puis réduite à 29 le 22 avril 2017. Trois joueurs rejoignent l'équipe après le début de la compétition.
Entraîneur-chef : Josef Jandač
| No    | Nom                  | Position  | Club                    |
| ----- | -------------------- | --------- | ----------------------- |
| +033, | Pavel Francouz       | Gardien   | Traktor Tcheliabinsk    |
| +034, | Petr Mrázek          | Gardien   | Red Wings de Détroit    |
| +038, | Dominik Furch - C    | Gardien   | Avangard Omsk           |
| +003, | Radko Gudas          | Défenseur | Flyers de Philadelphie  |
| +005, | Jakub Jeřábek        | Défenseur | HK Vitiaz               |
| +006, | Michal Kempný        | Défenseur | Blackhawks de Chicago   |
| +036, | Jakub Krejčík        | Défenseur | HC Kometa Brno          |
| +045, | Radim Šimek          | Défenseur | HC Bílí Tygři Liberec   |
| +084, | Tomáš Kundrátek      | Défenseur | HC Slovan Bratislava    |
| +090, | Jan Rutta            | Défenseur | Piráti Chomutov         |
| +008, | Libor Šulák - C      | Attaquant | Orli Znojmo             |
| +010, | Roman Červenka       | Attaquant | HC Fribourg-Gottéron    |
| +014, | Tomáš Plekanec - A   | Attaquant | Canadiens de Montréal   |
| +016, | Michal Birner        | Attaquant | HC Fribourg-Gottéron    |
| +017, | Vladimír Sobotka - C | Attaquant | Blues de Saint-Louis    |
| +020, | Petr Vrána           | Attaquant | HC Sparta Prague        |
| +043, | Jan Kovář - A        | Attaquant | Metallourg Magnitogorsk |
| +051, | Roman Horák          | Attaquant | HK Vitiaz               |
| +062, | Michal Řepík         | Attaquant | HC Sparta Prague        |
| +069, | Lukáš Radil          | Attaquant | HK Spartak Moscou       |
| +071, | Tomáš Hyka           | Attaquant | BK Mladá Boleslav       |
| +078, | Robin Hanzl          | Attaquant | HC Litvínov             |
| +079, | Tomáš Zohorna        | Attaquant | Amour Khabarovsk        |
| +088, | David Pastrňák       | Attaquant | Bruins de Boston        |
| +093, | Jakub Voráček - C    | Attaquant | Flyers de Philadelphie  |

## Russie
Plusieurs listes préliminaires ont été annoncées : 26 joueurs le 25 avril 2017, 23 le 30 avril, 28 le 2 mai. La liste définitive est communiquée le 3 mai. Trois joueurs supplémentaires intègrent l'équipe en cours de tournoi.
Entraîneur : Oleg Znarok
| No    | Nom                   | Position  | Club                   |
| ----- | --------------------- | --------- | ---------------------- |
| +030, | Igor Chestiorkine     | Gardien   | SKA Saint-Pétersbourg  |
| +031, | Ilia Sorokine         | Gardien   | HK CSKA Moscou         |
| +088, | Andreï Vassilevski    | Gardien   | Lightning de Tampa Bay |
| +002, | Artiom Zoub           | Défenseur | SKA Saint-Pétersbourg  |
| +004, | Vladislav Gavrikov    | Défenseur | Lokomotiv Iaroslavl    |
| +009, | Viktor Antipine       | Défenseur | Metallurg Magnitogorsk |
| +029, | Ivan Provorov         | Défenseur | Flyers de Philadelphie |
| +055, | Bogdan Kisselevitch   | Défenseur | HK CSKA Moscou         |
| +077, | Anton Belov - A       | Défenseur | SKA Saint-Pétersbourg  |
| +081, | Dmitri Orlov          | Défenseur | Capitals de Washington |
| +094, | Andreï Mironov        | Défenseur | HK Dinamo Moscou       |
| +007, | Ivan Teleguine        | Attaquant | HK CSKA Moscou         |
| +010, | Sergueï Moziakine - C | Attaquant | Metallurg Magnitogorsk |
| +011, | Sergueï Andronov      | Attaquant | HK CSKA Moscou         |
| +016, | Sergueï Plotnikov     | Attaquant | SKA Saint-Pétersbourg  |
| +021, | Aleksandr Barabanov   | Attaquant | SKA Saint-Pétersbourg  |
| +043, | Valeri Nitchouchkine  | Attaquant | HK CSKA Moscou         |
| +063, | Ievgueni Dadonov      | Attaquant | SKA Saint-Pétersbourg  |
| +070, | Vladimir Tkatchiov    | Attaquant | Ak Bars Kazan          |
| +072, | Artemi Panarine       | Attaquant | Blackhawks de Chicago  |
| +086, | Nikita Koutcherov     | Attaquant | Lightning de Tampa Bay |
| +087, | Vadim Chipatchiov - A | Attaquant | SKA Saint-Pétersbourg  |
| +090, | Vladislav Namestnikov | Attaquant | Lightning de Tampa Bay |
| +092, | Ievgueni Kouznetsov   | Attaquant | Capitals de Washington |
| +097, | Nikita Goussev        | Attaquant | HK CSKA Moscou         |

## Slovaquie
Une liste de 22 joueurs est divulguée le 31 mars 2017, puis est étendue à 26 le 25 avril. Elle compte finalement 22 joueurs et 3 gardiens de but,.
Entraîneur-chef : Zdeno Cíger
| No    | Nom                   | Position  | Club                        |
| ----- | --------------------- | --------- | --------------------------- |
| +032, | Jaroslav Janus        | Gardien   | HC Litvínov                 |
| +033, | Július Hudáček        | Gardien   | Örebro HK                   |
| +050, | Ján Laco              | Gardien   | Piráti Chomutov             |
| +003, | Adam Jánošík          | Défenseur | HC Bílí Tygři Liberec       |
| +008, | Michal Sersen         | Défenseur | HC Slovan Bratislava        |
| +011, | Peter Čerešňák        | Défenseur | HC Škoda Plzeň              |
| +012, | Eduard Šedivý         | Défenseur | HC Košice                   |
| +026, | Juraj Mikuš - A       | Défenseur | HC Sparta Prague            |
| +028, | Martin Gernát         | Défenseur | HC Sparta Prague            |
| +061, | Peter Trška           | Défenseur | HC Kometa Brno              |
| +065, | Michal Čajkovský      | Défenseur | Avtomobilist Iekaterinbourg |
| +006, | Lukáš Cingeľ          | Attaquant | HC Sparta Prague            |
| +009, | Dávid Skokan          | Attaquant | Piráti Chomutov             |
| +018, | Andrej Kudrna         | Attaquant | HC Sparta Prague            |
| +019, | Michel Miklík - A     | Attaquant | JYP Jyväskylä               |
| +021, | Tomáš Matoušek        | Attaquant | HC05 Banská Bystrica        |
| +022, | Vladimír Dravecký - C | Attaquant | HC Oceláři Třinec           |
| +024, | Jakub Suja            | Attaquant | HC Košice                   |
| +042, | Tomáš Zigo            | Attaquant | HC05 Banská Bystrica        |
| +055, | Mário Bližňák         | Attaquant | HC Bílí Tygři Liberec       |
| +059, | Andrej Šťastný        | Attaquant | HC Slovan Bratislava        |
| +079, | Libor Hudáček         | Attaquant | Örebro HK                   |
| +080, | Tomáš Hrnka           | Attaquant | HC Škoda Plzeň              |
| +082, | Pavol Skalický        | Attaquant | HC Slovan Bratislava        |
| +087, | Marcel Haščák         | Attaquant | HC Kometa Brno              |

## Slovénie
Une liste de 24 joueurs est annoncée le 2 avril 2017. La liste définitive est quant à elle annoncée le 1er mai ,,.
Entraîneur-chef : Nik Zupančič
| No    | Nom                     | Position  | Club                          |
| ----- | ----------------------- | --------- | ----------------------------- |
| +032, | Gašper Krošelj          | Gardien   | AIK IF                        |
| +040, | Luka Gračnar            | Gardien   | EC Red Bull Salzbourg         |
| +069, | Matija Pintarič         | Gardien   | Lions de Lyon                 |
| +004, | Andrej Tavželj          | Défenseur | Ducs d'Angers                 |
| +007, | Klemen Pretnar          | Défenseur | HK Iounost Minsk              |
| +014, | Matic Podlipnik         | Défenseur | Lions de Lyon                 |
| +015, | Blaž Gregorc            | Défenseur | Mountfield HK                 |
| +023, | Luka Vidmar             | Défenseur | Frederikshavn White Hawks     |
| +028, | Aleš Kranjc             | Défenseur | Rote Teufel Bad Nauheim       |
| +051, | Mitja Robar             | Défenseur | EC Klagenfurt AC              |
| +061, | Jurij Repe              | Défenseur | HC Kladno                     |
| +086, | Sabahudin Kovačevič - A | Défenseur | HK Iounost Minsk              |
| +008, | Žiga Jeglič             | Attaquant | HC Slovan Bratislava          |
| +012, | David Rodman            | Attaquant | Brûleurs de loups de Grenoble |
| +016, | Aleš Mušič              | Attaquant | HDD Tilia Olimpija            |
| +018, | Ken Ograjenšek          | Attaquant | Graz 99ers                    |
| +019, | Žiga Pance              | Attaquant | EC Klagenfurt AC              |
| +024, | Rok Tičar               | Attaquant | Avtomobilist Iekaterinbourg   |
| +026, | Jan Urbas - A           | Attaquant | EC Villacher SV               |
| +039, | Jan Muršak - C          | Attaquant | HK CSKA Moscou                |
| +055, | Robert Sabolič          | Attaquant | Admiral Vladivostok           |
| +071, | Boštjan Goličič         | Attaquant | Brûleurs de loups de Grenoble |
| +076, | Nik Pem                 | Attaquant | Heilbronner Falken            |
| +091, | Miha Verlič             | Attaquant | EC Villacher SV               |
| +092, | Anže Kuralt             | Attaquant | Brûleurs de loups de Grenoble |

## Suède
Une première liste est diffusée le 16 avril 2017, avec 23 joueurs, puis elle passe à 26 le 27 avril avant d'être réduite d'une unité le lendemain. Trois joueurs rejoignent l'équipe après le début du tournoi.
Entraîneur-chef : Rikard Grönborg
| No    | Nom                   | Position  | Club                      |
| ----- | --------------------- | --------- | ------------------------- |
| +030, | Viktor Fasth          | Gardien   | HK CSKA Moscou            |
| +031, | Eddie Läck            | Gardien   | Hurricanes de la Caroline |
| +035, | Henrik Lundqvist      | Gardien   | Rangers de New York       |
| +003, | John Klingberg        | Défenseur | Stars de Dallas           |
| +005, | Philip Holm           | Défenseur | Växjö Lakers              |
| +006, | Anton Strålman        | Défenseur | Lightning de Tampa Bay    |
| +023, | Oliver Ekman-Larsson  | Défenseur | Coyotes de l'Arizona      |
| +024, | Alexander Edler       | Défenseur | Canucks de Vancouver      |
| +025, | Jonas Brodin          | Défenseur | Wild du Minnesota         |
| +077, | Victor Hedman - A     | Défenseur | Lightning de Tampa Bay    |
| +015, | Oscar Lindberg        | Attaquant | Rangers de New York       |
| +016, | Marcus Krüger         | Attaquant | Blackhawks de Chicago     |
| +018, | Dennis Eversberg      | Attaquant | Växjö Lakers              |
| +019, | Nicklas Bäckström     | Attaquant | Capitals de Washington    |
| +020, | Joel Lundqvist - C    | Attaquant | Frölunda HC               |
| +022, | Joel Eriksson Ek      | Attaquant | Wild du Minnesota         |
| +028, | Elias Lindholm        | Attaquant | Hurricanes de la Caroline |
| +029, | William Nylander      | Attaquant | Maple Leafs de Toronto    |
| +034, | Carl Söderberg        | Attaquant | Avalanche du Colorado     |
| +042, | Joakim Nordström      | Attaquant | Hurricanes de la Caroline |
| +048, | Carl Klingberg        | Attaquant | EV Zoug                   |
| +049, | Victor Rask           | Attaquant | Hurricanes de la Caroline |
| +067, | Linus Omark           | Attaquant | Salavat Ioulaïev Oufa     |
| +071, | William Karlsson      | Attaquant | Blue Jackets de Columbus  |
| +092, | Gabriel Landeskog - A | Attaquant | Avalanche du Colorado     |

## Suisse
Une liste préliminaire de 24 joueurs est annoncée le 15 avril 2017, puis une nouvelle liste de 29 joueurs est diffusée le 22 avril,. Deux joueurs viennent renforcer l'équipe après le début de la compétition.
Entraîneur-chef : Patrick Fischer
| No    | Nom                 | Position  | Club                     |
| ----- | ------------------- | --------- | ------------------------ |
| +001, | Jonas Hiller        | Gardien   | HC Bienne                |
| +026, | Niklas Schlegel     | Gardien   | ZSC Lions                |
| +063, | Leonardo Genoni     | Gardien   | CP Berne                 |
| +016, | Raphael Diaz - C    | Défenseur | EV Zoug                  |
| +027, | Dominik Schlumpf    | Défenseur | EV Zoug                  |
| +034, | Dean Kukan          | Défenseur | Blue Jackets de Columbus |
| +053, | Christian Marti     | Défenseur | ZSC Lions                |
| +054, | Philippe Furrer - A | Défenseur | HC Lugano                |
| +055, | Romain Loeffel      | Défenseur | Genève-Servette HC       |
| +065, | Ramon Untersander   | Défenseur | CP Berne                 |
| +076, | Joël Genazzi        | Défenseur | Lausanne HC              |
| +008, | Vincent Praplan     | Attaquant | EHC Kloten               |
| +009, | Thomas Rüfenacht    | Attaquant | CP Berne                 |
| +010, | Andres Ambühl - A   | Attaquant | HC Davos                 |
| +019, | Reto Schäppi        | Attaquant | ZSC Lions                |
| +023, | Simon Bodenmann     | Attaquant | CP Berne                 |
| +024, | Reto Suri           | Attaquant | EV Zoug                  |
| +044, | Pius Suter          | Attaquant | ZSC Lions                |
| +061, | Fabrice Herzog      | Attaquant | ZSC Lions                |
| +062, | Denis Malgin        | Attaquant | Panthers de la Floride   |
| +070, | Denis Hollenstein   | Attaquant | EHC Kloten               |
| +071, | Tanner Richard      | Attaquant | Crunch de Syracuse       |
| +089, | Cody Almond         | Attaquant | Genève-Servette HC       |
| +092, | Gaëtan Haas         | Attaquant | CP Berne                 |
| +096, | Damien Brunner      | Attaquant | HC Lugano                |